# Скицко, Мария Алексеевна
Мария Алексеевна Скицко, в девичестве — Голодюк (укр. Марія Олексіївна Скіцько; 8 ноября 1928 год, село Тышковцы, Станиславовское воеводство, Польша — 26 ноября 2006 год, село Тышковцы, Городенковский район, Ивано-Франковская область, Украина) — колхозница, доярка колхоза имени Шевченко, председатель колхоза «Советская Конституция» Городенковского района Ивано-Франковской области, Украинская ССР. Герой Социалистического Труда (1966). Депутат Верховного Совета УССР 10 — 11 созывов.

## Биография
Родилась 8 ноября 1928 года в крестьянской семье в селе Тышковцы Станиславовского воеводства, Польша. Получила среднее образование в родном селе. Заочно окончила Рогатинский зоотехнический техникум.
С 1948 по 1955 год — колхозница колхоза имени Шевченко в селе Тышковцы Городенковского района.
С 1955—1977 года — доярка колхоза имени Шевченко Городенковского района, зоотехник колхоза имени Ленина Городенсковского района.
В 1962 году вступила в КПСС. В 1966 году удостоена звания Героя Социалистического Труда.
С 1977 по 1989 год — председатель колхоза «Советская Конституция» Городенковского района.
Избиралась депутатом Верховного Совета УССР 10-го и 11-го созывов от Городенковского избирательного округа.
После выхода на пенсию проживала в родном селе, где скончалась в 2006 году.

## Награды
- Герой Социалистического Труда — указом Президиума Верховного Совета СССР от 22 марта 1966 года
- орден Ленина — дважды
- Орден «Знак Почёта»